# Prangos potanini
Prangos potanini är en flockblommig växtart som beskrevs av Boris Konstantinovich Schischkin. Prangos potanini ingår i släktet Prangos och familjen flockblommiga växter. Inga underarter finns listade i Catalogue of Life.